# Shlomo Glickstein
Shlomo Glickstein, né le 26 janvier 1958 à Rehovot (Israël), est un ancien joueur israélien de tennis.

## Palmarès

### Titres en simple messieurs
| No | Date       | Nom et lieu du tournoi                             | Catégorie | Dotation | Surface    | Finaliste        | Score         |  |
| -- | ---------- | -------------------------------------------------- | --------- | -------- | ---------- | ---------------- | ------------- |  |
| 1  | 31-12-1979 | Australian Hard Court Tennis Championships, Hobart |           | 50 000 $ | Dur (ext.) | Robert Van't Hof | 7-6, 6-4      |  |
| 2  | 27-07-1981 | Tournoi de tennis de South Orange, South Orange    |           | NC $     | NC         | Dick Stockton    | 6-3, 5-7, 6-4 |  |

### Finales en simple messieurs
| No | Date       | Nom et lieu du tournoi                  | Catégorie       | Dotation | Surface      | Vainqueur      | Score         |  |
| -- | ---------- | --------------------------------------- | --------------- | -------- | ------------ | -------------- | ------------- |  |
| 1  | 08-09-1980 | British Hard Court, Bournemouth         | GP World Series | 50 000 $ | Terre (ext.) | Ángel Giménez  | 3-6, 6-3, 6-3 |  |
| 2  | 06-10-1980 | Tournoi de tennis de Tel Aviv, Tel Aviv |                 | 50 000 $ | Dur (ext.)   | Harold Solomon | 6-2, 6-3      |  |
| 3  | 25-10-1982 | Tournoi de tennis de Cologne, Cologne   |                 | 75 000 $ | Dur (int.)   | Kevin Curren   | 2-6, 6-2, 6-3 |  |

### Finales en double messieurs
| No | Date       | Nom et lieu du tournoi                          | Catégorie           | Dotation  | Surface      | Vainqueurs                     | Partenaire      | Score              |          |
| -- | ---------- | ----------------------------------------------- | ------------------- | --------- | ------------ | ------------------------------ | --------------- | ------------------ | -------- |
| 1  | 06-04-1981 | Tournoi de tennis d'Afrique du Sud Johannesburg |                     | 75 000 $  | Dur (ext.)   | Bernard Mitton Raymond Moore   | David Schneider | 7-5, 3-6, 6-1      |          |
| 2  | 18-05-1981 | BMW Open Munich                                 |                     | 75 000 $  | Terre (ext.) | David Carter Paul Kronk        | Eric Fromm      | 6-3, 6-4           |          |
| 3  | 27-07-1981 | Tournoi de tennis de South Orange South Orange  |                     | NC $      | NC           | Fritz Buehning Andrew Pattison | David Schneider | 6-1, 6-4           |          |
| 4  | 22-11-1982 | South African Open Johannesburg                 |                     | 300 000 $ | Dur (ext.)   | Brian Gottfried Frew McMillan  | Andrew Pattison | 6-2, 6-2           |          |
| 5  | 24-01-1983 | Tournoi de tennis de Guaruja Guarujá            |                     | 200 000 $ | Dur (ext.)   | Tim Gullikson Tomáš Šmíd       | Van Winitsky    | 5-7, 7-6, 6-3      |          |
| 6  | 01-04-1985 | Monte-Carlo Open Monte-Carlo                    | Championship Series | 325 000 $ | Terre (ext.) | Pavel Složil Tomáš Šmíd        | Shahar Perkiss  | 6-2, 6-3           |          |
| 7  | 27-05-1985 | Roland-Garros Paris                             | G. Chelem           | NC $      | Terre (ext.) | Mark Edmondson Kim Warwick     | Hans Simonsson  | 6-3, 6-4, 6-7, 6-3 | Parcours |

## Parcours dans les tournois duGrand Chelem

### En simple
| Année | Open d'Australie | Open d'Australie | Internationaux de France | Internationaux de France | Wimbledon       | Wimbledon    | US Open         | US Open       | Open d'Australie | Open d'Australie |
| ----- | ---------------- | ---------------- | ------------------------ | ------------------------ | --------------- | ------------ | --------------- | ------------- | ---------------- | ---------------- |
| 1979  | n.o.             | n.o.             | —                        | —                        | —               | —            | —               | —             | 2e tour (1/16)   | W. Maher         |
| 1980  | n.o.             | n.o.             | 1er tour (1/64)          | S. Birner                | 2e tour (1/32)  | B. Borg      | 2e tour (1/32)  | B. Teacher    | 2e tour (1/16)   | P. Dent          |
| 1981  | n.o.             | n.o.             | 2e tour (1/32)           | V. Pecci                 | 1er tour (1/64) | M. Davis     | 2e tour (1/32)  | M. Purcell    | 1/4 de finale    | S. Denton        |
| 1982  | n.o.             | n.o.             | 1er tour (1/64)          | J. Arias                 | 1er tour (1/64) | B. Teacher   | 2e tour (1/32)  | J. Arias      | —                | —                |
| 1983  | n.o.             | n.o.             | 3e tour (1/16)           | A. Gómez                 | 1er tour (1/64) | B. Gottfried | 2e tour (1/32)  | I. Lendl      | —                | —                |
| 1984  | n.o.             | n.o.             | 1er tour (1/64)          | B. Gilbert               | 1er tour (1/64) | S. Simonsson | 1er tour (1/64) | A. Gómez      | 1er tour (1/64)  | S. Simonsson     |
| 1985  | n.o.             | n.o.             | 1er tour (1/64)          | C. Lewis                 | 3e tour (1/16)  | I. Lendl     | 1er tour (1/64) | J. McEnroe    | 2e tour (1/32)   | M. Anger         |
| 1986  | n.o.             | n.o.             | —                        | —                        | 1er tour (1/64) | A. Maurer    | 1er tour (1/64) | E. Bengoechea | n.o.             | n.o.             |

N.B. : à droite du résultat se trouve le nom de l'ultime adversaire.

### En double
| Année | Open d'Australie | Open d'Australie | Internationaux de France                                                                  | Internationaux de France                                                           | Wimbledon                                                                            | Wimbledon                                                                           | US Open                                                                    | US Open                                                                            | Open d'Australie                                                                | Open d'Australie |
| ----- | ---------------- | ---------------- | ----------------------------------------------------------------------------------------- | ---------------------------------------------------------------------------------- | ------------------------------------------------------------------------------------ | ----------------------------------------------------------------------------------- | -------------------------------------------------------------------------- | ---------------------------------------------------------------------------------- | ------------------------------------------------------------------------------- | ---------------- |
| 1979  | n.o.             | n.o.             | —                                                                                         | —                                                                                  | —                                                                                    | —                                                                                   | —                                                                          | —                                                                                  | 1/8 de finale S. Krulevitz \|\| style="text-align:left;" \| P. Feigl R. Frawley |                  |
| 1980  | n.o.             | n.o.             | 1er tour (1/32) W. Maher \|\| style="text-align:left;" \| V. Winitsky J. Yuill            | —                                                                                  | —                                                                                    | 1er tour (1/32) V. Van Patten \|\| style="text-align:left;" \| F. González J. Kriek | —                                                                          | —                                                                                  |                                                                                 |                  |
| 1981  | n.o.             | n.o.             | 1er tour (1/32) D. Schneider \|\| style="text-align:left;" \| J. Fitzgerald C. Johnstone  | —                                                                                  | —                                                                                    | —                                                                                   | —                                                                          | 1er tour (1/16) F. Buehning \|\| style="text-align:left;" \| J. Alexander P. Dent  |                                                                                 |                  |
| 1982  | n.o.             | n.o.             | 1/8 de finale S. Krulevitz \|\| style="text-align:left;" \| S. Stewart F. Taygan          | —                                                                                  | —                                                                                    | 1/8 de finale S. Krulevitz \|\| style="text-align:left;" \| C. Strode M. Strode     | —                                                                          | —                                                                                  |                                                                                 |                  |
| 1983  | n.o.             | n.o.             | 1/4 de finale E. Fromm \|\| style="text-align:left;" \| M. Edmondson S. Stewart           | —                                                                                  | —                                                                                    | 1er tour (1/32) E. Fromm \|\| style="text-align:left;" \| L. Bourne B. Dyke         | —                                                                          | —                                                                                  |                                                                                 |                  |
| 1984  | n.o.             | n.o.             | 1/2 finale E. Fromm \|\| style="text-align:left;" \| H. Leconte Y. Noah                   | —                                                                                  | —                                                                                    | 2e tour (1/16) S. Perkiss \|\| style="text-align:left;" \| M. Edmondson S. Stewart  | 1/8 de finale S. Perkiss \|\| style="text-align:left;" \| W. Masur B. Dyke |                                                                                    |                                                                                 |                  |
| 1985  | n.o.             | n.o.             | Finale H. Simonsson                                                                       | M. Edmondson K. Warwick                                                            | 1er tour (1/32) T. Wilkison \|\| style="text-align:left;" \| H. Günthardt B. Taróczy | —                                                                                   | —                                                                          | 2e tour (1/16) S. Perkiss \|\| style="text-align:left;" \| B. Custer D. Macpherson |                                                                                 |                  |
| 1986  | n.o.             | n.o.             | 2e tour (1/16) H. Simonsson \|\| style="text-align:left;" \| T. Benhabiles J.-P. Fleurian | 1er tour (1/32) H. Simonsson \|\| style="text-align:left;" \| D. Graham K. Richter | 1er tour (1/32) S. Perkiss \|\| style="text-align:left;" \| J. Nyström M. Wilander   | n.o.                                                                                | n.o.                                                                       |                                                                                    |                                                                                 |                  |

N.B. : le nom du ou de la partenaire se trouve sous le résultat ; le nom des ultimes adversaires se trouve à droite.